# Notoceratops
Notoceratops bonarellii
Genre
Espèce
Notocertops (qui signifie « face cornu du sud ») est un genre fossile de dinosaures ornithischiens connu par une seule mâchoire gauche partielle et sans dents, aujourd'hui disparue et dont il ne reste que des dessins. L'authenticité du genre peut être débattu du fait d'une très pauvre quantité de ressources. Le fossile daterait du crétacé supérieur et a été découvert en Patagonie (Argentine) dans la formation de Lago Colhué Huapí et datant probablement soit du Campanien ou du Maastrichtien. Il a été identifié comme étant un membre de la super-famille des Ceratopsia et n'est représenté que par l'espèce Notoceratops bonarellii.

## Découverte et travaux récents
En 1918, le paléontologue Tapia (d) (1893-1966) découvre le genre holotype, qu'il nomme N. bonarellii. Le nom spécifique rend hommage à Guido Bonarelli (1871-1951), qui a conseillé Tapia dans son étude. Selon les conventions actuelles, l'épithète s'écrit bonarellii, donc sans « B » majuscule. Dans de nombreuses publications ultérieures, le nom spécifique est mal orthographié bonarelli, avec un seul « i », à partir de l'hypothèse incorrecte, il serait dérivé d'un Bonarell~ius latinisé. Le fossile, trouvé près du Lago Colhué Huapí dans la province de Chubut, a finalement été décrit par Friedrich von Huene en 1929, mais il a depuis été perdu. Initialement qualifié de cératopsien par Tapia en 1918, il a ensuite été rejeté car aucun autre membre de ce groupe n'était connu dans l'hémisphère sud. Cependant, la découverte en 2003 d'un autre cératopsien possible, Serendipaceratops en Australie pourrait changer ce point de vue. Notoceratops a depuis été considéré comme un nomen dubium et pourrait plutôt être un hadrosaure. Une analyse publiée par Tom Rich et al. en 2014, qui s'est concentrée sur la validité de Serendipaceratops, a également examiné le matériel publié de Notoceratops. Ils ont conclu que l'holotype avait des caractéristiques cératopsiennes et que le genre est probablement valide.

## Classification
Le nom valide complet (avec auteur) de ce taxon est Notoceratops Tapia, 1919,.

### Publication originale
- (es) Augusto Tapia, « Una mandibula de Dinosaurioa procedente de Patagonia », Physis, Revista de la Sociedad Argentina de Ciencias Naturales, Argentine, vol. 4,‎ 1919, p. 369-370 (lire en ligne, consulté le 14 juin 2024).